# Marcinków (województwo śląskie)
Marcinków – wieś w Polsce, położona w województwie śląskim, w powiecie będzińskim, w gminie Siewierz.
Marcinków wchodzi w skład sołectwa Podwarpie.
Do 2024 r. miejscowość była częścią wsi Podwarpie. W latach 1975–1998 Marcinków administracyjnie należał do województwa katowickiego.